# Championnat du Botswana de football 2014-2015
Navigation
Saison précédente Saison suivante
La saison 2014-2015 du Championnat du Botswana de football est la cinquantième édition du championnat de première division au Botswana. Les seize meilleures équipes du pays sont regroupées au sein d’une poule unique où ils s’affrontent deux fois au cours de la saison, à domicile et à l’extérieur. En fin de saison, les trois derniers du classement sont relégués et remplacés par les trois meilleurs clubs de deuxième division.
C'est le club de Mochudi Centre Chiefs qui est sacré cette saison après avoir terminé en tête du classement final, avec sept points d’avance sur Orapa United et neuf sur Township Rollers. Il s’agit du quatrième titre de champion du Botswana de l’histoire du club.

## Qualifications continentales
Le champion du Botswana se qualifie pour la Ligue des champions de la CAF 2016 tandis que le vainqueur de la Mascom Top 8 obtient son billet pour la Coupe de la confédération 2016.

## Les clubs participants
- Township Rollers
- Police XI
- Mochudi Centre Chiefs
- Orapa United
- Motlakase Power Dynamos
- Notwane FC
- Botswana Defence Force XI
- FC Satmos FC
- ECCO City Green
- Nico United
- Sankoyo Bush Bucks FC - Promu de D2
- Botswana Meat Commission FC
- LCS Extension Gunners
- Gaborone United
- Letlapeng FC - Promu de D2
- Botswana Railways Highlanders - Promu de D2

## Compétition
Le barème utilisé pour établir le classement est le suivant :
- Victoire : 3 points
- Match nul : 1 point
- Défaite : 0 point

### Classement
| Rang | Équipe                         | Pts | J  | G  | N  | P  | Bp | Bc | Diff |
| ---- | ------------------------------ | --- | -- | -- | -- | -- | -- | -- | ---- |
| 1    | Mochudi Centre Chiefs          | 68  | 30 | 20 | 8  | 2  | 62 | 27 | +35  |
| 2    | Orapa United                   | 61  | 30 | 18 | 7  | 5  | 43 | 24 | +19  |
| 3    | Township RollersT              | 59  | 30 | 18 | 5  | 7  | 61 | 29 | +32  |
| 4    | Gaborone United                | 50  | 30 | 14 | 8  | 8  | 40 | 29 | +11  |
| 5    | Botswana Defence Force XI      | 49  | 30 | 14 | 7  | 9  | 38 | 28 | +10  |
| 6    | Police XI                      | 43  | 30 | 11 | 10 | 9  | 31 | 30 | +1   |
| 7    | LCS Extension Gunners          | 43  | 30 | 12 | 7  | 11 | 26 | 27 | -1   |
| 8    | Botswana Meat Commission FC    | 40  | 30 | 10 | 10 | 10 | 42 | 36 | +6   |
| 9    | Nico United                    | 39  | 30 | 10 | 9  | 11 | 41 | 31 | +10  |
| 10   | Botswana Railways HighlandersP | 39  | 30 | 11 | 6  | 13 | 32 | 46 | -14  |
| 11   | Motlakase Power Dynamos        | 37  | 30 | 10 | 7  | 13 | 35 | 46 | -11  |
| 12   | Sankoyo Bush Bucks FCP         | 35  | 30 | 10 | 5  | 15 | 37 | 40 | -3   |
| 13   | FC Satmos                      | 32  | 30 | 9  | 5  | 16 | 34 | 47 | -13  |
| 14   | Notwane FC                     | 31  | 30 | 8  | 7  | 15 | 37 | 51 | -14  |
| 15   | Letlapeng FCP                  | 20  | 30 | 5  | 5  | 20 | 21 | 56 | -35  |
| 16   | ECCO City Green                | 18  | 30 | 4  | 6  | 20 | 23 | 56 | -33  |

|  | Qualification pour la Ligue des champions de la CAF 2016 |
|  | Qualification pour la Coupe de la confédération 2016     |
|  | Relégation directe en deuxième division                  |
|  | T : Tenant du titre P : Promu de D2                      |

## Bilan de la saison
| Championnat du Botswana de football 2014-2015 |                                  |
| Champion                                      | Mochudi Centre Chiefs (4e titre) |
| Qualifications continentales                  |                                  |
| Ligue des champions de la CAF 2016            | Mochudi Centre Chiefs            |
| Coupe de la confédération 2016                | Gaborone United                  |
| Promotions et relégations                     |                                  |
| Promus en Premier League                      | Miscellanous FC                  |
| Promus en Premier League                      | Jwaneng Galaxy FC                |
| Promus en Premier League                      | Green Lovers FC                  |
| Relégués en Second Division                   | Notwane FC                       |
| Relégués en Second Division                   | Letlapeng FC                     |
| Relégués en Second Division                   | ECCO City Green                  |